# Hayato Date
Hayato Date (伊達勇登?; 22 maggio 1962) è un regista giapponese, particolarmente attivo nel campo degli anime.
Ha debuttato nel 1997 curando la regia della serie televisiva Vampire Princess Miyu, a cui sono seguite alcune altre serie come Saiyuki e Pokémon Chronicles. 
Dal 2003 si occupa della regia della popolare serie Naruto (2003) e Naruto: Shippuden (2007) ispirate al manga di Masashi Kishimoto. Ha inoltre collaborato alla realizzazione del videogioco Naruto: Ultimate Ninja.